# Tarebung
Tarebung is een bestuurslaag in het regentschap Sumenep van de provincie Oost-Java, Indonesië. Tarebung telt 2862 inwoners (volkstelling 2010).